# 仙台89ERS
仙台89ERS（せんだいエイティナイナーズ、英: Sendai 89ers）は、宮城県仙台市をホームタウンとするプロバスケットボールチーム。運営法人は株式会社仙台89ERS。2005年に創設され、現在はB1リーグの東地区に所属している。

## 概要

### チームの特徴
89ERSがホームタウンを置く仙台市は、日本野球機構（NPB）の東北楽天ゴールデンイーグルスと日本プロサッカーリーグ（Jリーグ）のベガルタ仙台も本拠地を置いている。仙台にある3つのプロスポーツチーム同士で、県内スポンサーを争奪し、金額ではイーグルスに、スポンサー数ではベガルタに広告が集中しており、よって89ERSは広告収入に脆弱性がある。このような経営基盤の弱さのため、bjリーグ時代は設立から赤字経営であった。(Bリーグはクラブライセンス制度で財務状況を一層厳しく指導している)
bjリーグ時代をはじめ在籍している選手数はリーグ内で少なめだったシーズンが多いが、2005年に誕生した日本初のプロバスケットボールリーグ・bjリーグの「オリジナル6」としてスタートし、2007-08シーズンには東地区1位となった。また、初めてとなるメインスポンサーである胸スポンサーの獲得にも成功した。運営費は、bjリーグ初年度の2005-06シーズンが約2億1000万円、Bリーグ初年度の2016-17シーズンが約4億1800万円だった（参照）。
89ERSの休日のホーム戦の観客は、その過半数を女性が占め、30歳代次いで20歳代が多い。これは、楽天の平日ナイターの観客が、男女半々で40歳代次いで30歳代が多く、ベガルタでは男性が過半数で30歳代次いで40歳代が多いのと比べて、観客層が若く、より女性が多い傾向が見られる。
2011年（平成23年）3月11日に発生した東北地方太平洋沖地震（東日本大震災）の影響により1年間の活動休止を3月17日付の公式サイトにて発表。その後2011-12シーズンについては「経済面などでの条件付」でリーグ戦に参加すると表明、シーズン開幕前に正式に認可されて参戦し戦い抜き、地震や津波で被災した仙台市民・宮城県民に活力と勇気をもたらす存在のひとつとなった。
Bリーグ発足時にはトップカテゴリーであるB1に割り振られたが、先述の慢性的な赤字は経営だけでなくロスター編成・コーチ陣の招聘といった戦力面にも影響し1年でB2へ降格。降格年次も成績が低迷(「歴史」の項目参照)。
2018年度よりチームの経営権がサプリメント製造会社のボディプラスインターナショナル(本社：仙台市)に移行された後は経営面で立て直しを図り、クラブスタッフの尽力あって黒字化に成功、デロイトトーマツ社によるBリーグクラブの経営レベルを数値化・分析して示す指標「Bリーグマネジメントカップ」においても4季連続でB2首位を成し遂げた。
2023年11月10日には仙台市が創業地の不動産コンサルタント・霞ヶ関キャピタルが89ERSの株の約83.5%を取得して子会社化、運営基盤を強固なものとして参入が決まった2026-27シーズンに始まる"Bリーグプレミア"へ向け新たな局面を迎えている。

### ホームゲーム
レギュラーシーズン（リーグ戦）における、主催試合（ホームゲーム）での、年度別の1試合あたり平均観客数（人/試合）
レギュラーシーズン（リーグ戦）における、主催試合（ホームゲーム）での、年度毎の合計観客数（人）

#### bjリーグ時代
- 括弧内の数字は、開催予定だった試合数。

| レギュラーシーズン | レギュラーシーズン | レギュラーシーズン                     | レギュラーシーズン                | レギュラーシーズン                | レギュラーシーズン                | レギュラーシーズン | レギュラーシーズン | レギュラーシーズン | レギュラーシーズン | レギュラーシーズン | レギュラーシーズン | レギュラーシーズン | レギュラーシーズン |
| ホームゲーム開催地 | ホームゲーム開催地 | ホームゲーム開催地                     | 05-06                             | 06-07                             | 07-08                             | 08-09              | 09-10              | 10-11              | 11-12              | 12-13              | 13-14              | 14-15              | 15-16              |
| ------------------ | ------------------ | -------------------------------------- | --------------------------------- | --------------------------------- | --------------------------------- | ------------------ | ------------------ | ------------------ | ------------------ | ------------------ | ------------------ | ------------------ | ------------------ |
| 宮城県             | ゼビオアリーナ仙台 | 北緯38度13分48.1秒 東経140度53分13.5秒 | 2012年10月完成                    | 2012年10月完成                    | 2012年10月完成                    | 2012年10月完成     | 2012年10月完成     | 2012年10月完成     | 2012年10月完成     | 6                  | 10                 | 10                 | 10                 |
| 宮城県             | 仙台市体育館       | 北緯38度13分4.5秒 東経140度52分8.6秒   | 20                                | 12                                | 6                                 | 18                 | 20                 | 12(18)             | 14                 | 4                  | 8                  | 8                  | 4                  |
| 宮城県             | 仙台市青葉体育館   | 北緯38度16分54.2秒 東経140度52分14.7秒 | -                                 | 2                                 | 12                                | 4                  | 4                  | 40(4)              | 10                 | 12                 | 4                  | 4                  | 8                  |
| 宮城県             | とよま蔵ジアム     | 北緯38度39分26.3秒 東経141度16分29.6秒 | -                                 | 2                                 | 2                                 | 2                  | 2                  | 20(2)              | -                  | -                  | -                  | -                  | -                  |
| 宮城県             | 塩竈市体育館       | 北緯38度19分41.8秒 東経141度0分43.7秒  | -                                 | 2                                 | 2                                 | -                  | -                  | -                  | 2                  | -                  | -                  | -                  | -                  |
| 宮城県             | ホワイトキューブ   | 北緯37度59分47.8秒 東経140度38分16.5秒 | -                                 | -                                 | -                                 | 2                  | -                  | 0(2)               | -                  | -                  | 2                  | 2                  | 2                  |
| 宮城県             | 気仙沼市総合体育館 | 北緯38度52分54.2秒 東経141度33分12.7秒 | -                                 | -                                 | -                                 | -                  | -                  | -                  | -                  | 2                  | -                  | -                  | -                  |
| 宮城県             | ベイサイドアリーナ | 北緯38度40分51.6秒 東経141度27分42.1秒 | -                                 | -                                 | -                                 | -                  | -                  | -                  | -                  | 2                  | 2                  | 2                  | 2                  |
| 山形県             | 山形市総合SC       | 北緯38度16分56.2秒 東経140度20分51.7秒 | -                                 | 2                                 | -                                 | -                  | -                  | -                  | -                  | -                  | -                  | -                  | -                  |
| ホーム試合数計     | ホーム試合数計     | ホーム試合数計                         | 20                                | 20                                | 22                                | 26                 | 26                 | 18(26)             | 26                 | 26                 | 26                 | 26                 | 26                 |
| 平均観客数（人）   | 平均観客数（人）   | 平均観客数（人）                       | 2,135                             | 2,204                             | 2,280                             | 2,730              | 2,399              | 2,106              | 2,086              | 1,824              | 1,893              | 2,105              | 2,248              |
| リーグ順位         | リーグ順位         | リーグ順位                             | 4位                               | 5位                               | 東1位                             | 東3位              | 東2位              | -                  | 東6位              | 東7位              | 東8位              | 東3位              | 東2位              |
| プレイオフ         |                    |                                        |                                   |                                   |                                   |                    |                    |                    |                    |                    |                    |                    |                    |
| 宮城県             | 仙台市体育館       | 仙台市体育館                           | 有明コロシアム（東京都） にて開催 | 有明コロシアム（東京都） にて開催 | 有明コロシアム（東京都） にて開催 | -                  | 2+1                | -                  | -                  | -                  | -                  | 2                  | 4                  |
| 平均観客数（人）   | 平均観客数（人）   | 平均観客数（人）                       | 有明コロシアム（東京都） にて開催 | 有明コロシアム（東京都） にて開催 | 有明コロシアム（東京都） にて開催 | -                  | 2,913              | -                  | -                  | 出場権 なし        | 出場権 なし        | 2,342              |                    |
| プレイオフ順位     | プレイオフ順位     | プレイオフ順位                         | 4位                               | 出場権なし                        | 3位                               | 1R敗退             | 1R敗退             | -                  | 1R敗退             | 出場権 なし        | 出場権 なし        | 1R敗退             | 2R敗退             |

#### Bリーグ時代
| 年度    | 所属 カテゴリー | レギュラーシーズン | レギュラーシーズン | レギュラーシーズン | レギュラーシーズン | レギュラーシーズン | レギュラーシーズン | ポスト シーズン |
| 年度    | 所属 カテゴリー | 試合数             | 会場               | 会場               | 会場               | 観客数             | 観客数             | ポスト シーズン |
| 年度    | 所属 カテゴリー | 試合数             | カメイ             | ゼビオ             | その他             | 合計               | 1試合平均          | ポスト シーズン |
| 2016-17 | B1              | 30                 | 24                 | 6                  | 0                  | 72,568人/30試合    | 2,419人/試合       | [ 注 1 ]        |
| 2017-18 | B2              | 30                 | 22                 | 8                  | 0                  | 64,566人/30試合    | 2,152人/試合       | なし            |
| 2018-19 | B2              | 30                 | 12                 | 18                 | 0                  | 77,019人/30試合    | 2,567人/試合       | なし            |
| 2019-20 | B2              | 21(30)             | 2(5)               | 17(21)             | 2(4)               | 51,414人/21試合    | 2,448人/試合       | なし            |
| 2020-21 | B2              | 30                 | 4                  | 14                 | 12※                | 31,765人/28試合▲1  | 1,059人/試合       | [ 注 2 ]        |
| 2021-22 | B2              | 26(30)             | 4(8)               | 15                 | 7※                 | 39,993人/26試合▲2  | 1,538人/試合       | 2,413人/試合    |
| 2022-23 | B1              | 30                 | 6                  | 24                 | 0                  | 101,235人/30試合   | 3,374人/試合       | なし            |
| 2023-24 | B1              | 30                 | 4                  | 26                 | 0                  | 131,194人/30試合   | 4,373人/試合       | なし            |
| 2024-25 | B1              | 30                 | 30                 | 0                  | 0                  | 130,748人/30試合   | 4,358人/試合       | なし            |
| 2025-26 | B1              | 30                 | 0                  | 30                 | 0                  |                    |                    |                 |

凡例
・カメイ=カメイアリーナ仙台（仙台市体育館）
・ゼビオ=ゼビオアリーナ仙台
・括弧内の数字は、開催予定だった試合数。
特記事項
- 2007-08シーズン：仙台市体育館の改修工事[16]、および、同館でW杯バレーボールやNHK杯フィギュアスケートなどが開催されたため、同館での試合数が減った。
- 2010-11シーズン：東北地方太平洋沖地震（東日本大震災）の影響で、予定の52試合中36試合でシーズンを終えた。ホームゲームは仙台市体育館での6試合およびホワイトキューブでの2試合の計8試合が中止になった[17]。
- 2012-13シーズンから、仙台市太白区あすと長町の「あすとスポーツタウン」内に完成したゼビオアリーナ仙台(以下ゼビオ)にメインアリーナを移転する予定となっていたが[18]、賃料及び貸借期間で折り合わず開幕カードを含む6試合のみでの使用となった[19]。代替会場は土日を中心にすでにスケジュールが埋まっていたため、ホーム開催の半数近くが平日開催となってしまい、観客動員数の大幅減少につながった[20]。一方、このシーズンは東日本大震災で被災した気仙沼市・南三陸町でも公式戦を行った。
- 2013-14シーズン～2015-16シーズン(bjリーグ最終年)：年間の試合数ではゼビオが多かったが、仙台市体育館と青葉体育館を含めた仙台市内3カ所での分散開催だった。
- Bリーグ参入初期2シーズン(2016-17～2017-18)：仙台市体育館(2016年度よりネーミングライツで「カメイアリーナ仙台」、以下カメイ)とゼビオの仙台市内2カ所のアリーナに集約したが、基本の本拠地はカメイに設定した。中村氏による運営経費削減の一環と河北新報で報じられた。
- 2018-19シーズン：カメイが東京五輪ホスト施設選定に伴う改修工事の為、2019年1月までゼビオでのホームゲーム主催となった。(本拠地設定はカメイのまま)[21]
- 2019-20シーズンより本拠地登録をゼビオに変更[22]し22試合を開催、カメイは6試合と大幅減となった他、bjリーグ2015-16シーズン以来となる南三陸町総合体育館ベイサイドアリーナでホームゲーム2試合が開催される予定であったが、2020年の新型コロナウイルス感染症流行に伴いゼビオ21試合・カメイ5試合(うち無観客開催2試合)・南三陸2試合・セキスイハイムスーパーアリーナ2試合(89ERSとしては初、ただし無観客開催)の30試合と変更する[23]も、3月17日のチェアマン発表で無観客開催試合の2節4戦が[24]、3月27日にはポストシーズン含めシーズン残り全試合中止[25]となり最終的に上記表のとおりとなった。
- 2020-21シーズン：東日本大震災から10年を迎えるのを機に、宮城県と89ERSをつなぐ活動「NINERS HOOP」を展開し、その活動の一環として名取市・白石市・加美町・登米市(ただし登米市内の新型コロナウイルス感染症流行拡大によりリモートマッチ[26]<上表▲1>)・南三陸町で各2試合、塩竈市で1試合の計11試合のホームゲームを開催。仙台市内でのホームゲームはゼビオで14試合、カメイで4試合、bjリーグ最終年以来となる青葉体育館(現:本山製作所青葉アリーナ、以下青葉)で1試合の計19試合の開催となった。[27][28](上表※は仙台市外11試合と青葉1試合の合算試合数)
- 2021-22シーズン：仙台市内でのホームゲームを25試合(ゼビオ15試合・カメイ8試合・青葉2試合)、宮城県内の巡業を5試合(登米と白石各2試合・塩竈1試合)開催する予定でシーズンを送っていた[29]が、2022年3月16日深夜に発生した福島県沖地震によりカメイが損傷被害に遭った為に8試合中後半の4試合の開催が見送られた。[30][31](代替として2試合は白石市で席数を絞っての開催、[32]1試合は前季開催実績のある加美町で1試合リモートマッチが組まれる[33]はずであったが、新型コロナウイルス感染症流行に伴い開催できず4戦全て中止・消滅。<上表▲2>)[34][35](上表※は仙台市外7試合と青葉2試合の合算試合数)
- 2022-23シーズン：B1復帰を果たしたことによりリーグ規定の「ホームコート8割開催」に則ってゼビオ24試合・カメイ6試合が設定され宮城県内の巡業がなくなった。また、日本代表がFIBAの国際試合日に合わせて活動する期間や天皇杯の開催時期の都合により水曜開催が増加した。[36]
- 2023-24シーズン：カメイ開催がさらに2減し、ゼビオ26試合・カメイ4試合となった。[37]
- 2024-25シーズン：ゼビオが通年型スケートリンクを主とした複合アリーナへの改修工事の為[38]、ホーム全30試合がカメイ開催となった。[39]
- 2025-26シーズン：ホーム全30試合が改修工事を終えたゼビオにて開催[40]。なお入れ替わりでカメイが老朽化による大規模改修に入る。[41]

### 練習拠点
仙台都市圏内にある以下の施設で行っている。

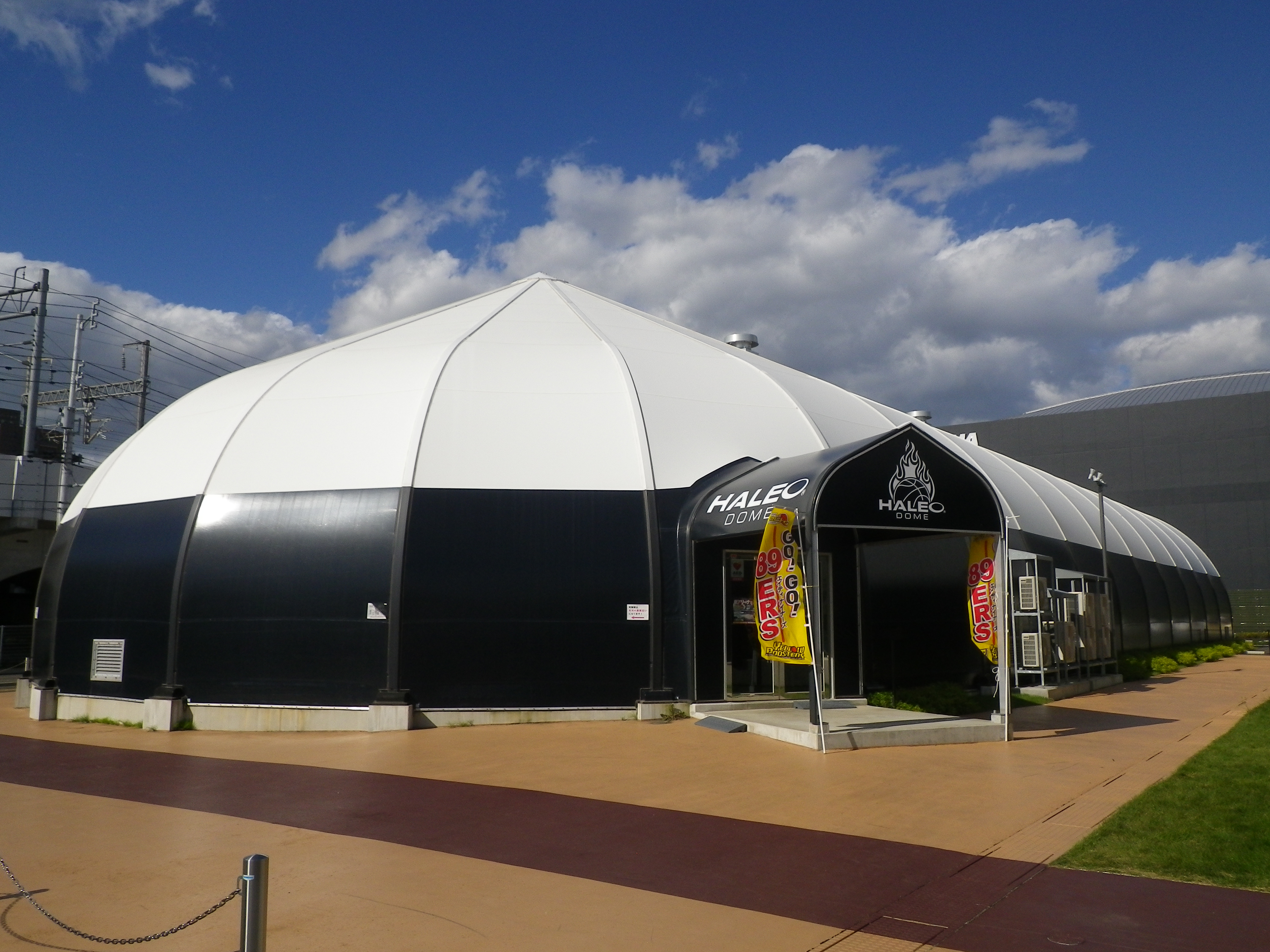
HALEOドーム（2012年10月）

- タイヤワールド館ベストドーム(NINERS DOME)[注 4][42]（仙台市太白区あすと長町。北緯38度13分46.7秒 東経140度53分12.1秒）

#### 過去の練習拠点
- まるまつアリーナ（カルラ・研修センター体育館。富谷市。北緯38度21分37.7秒 東経140度53分10.3秒）
- セキスイハイムサブアリーナ（宮城県総合運動公園総合体育館サブアリーナ。宮城郡利府町。北緯38度20分11.9秒 東経140度57分13.6秒）
- 明仙バスケ・ラボ(仙台市青葉区川平。地図)
- ベルサンピアみやぎ泉(黒川郡大和町小野)

### チームカラー
- チームカラーはナイナーズイエロー 、補色にナイナーズブラック 。[注 5]

ホームユニフォーム(1st)のカラーは2018-19シーズン～2021-22シーズンまでナイナーズブラックを採用。
2023-24シーズンは補色に「勝色(かついろ)」   (紺よりもさらに濃い、黒色に見えるほどの暗い藍色で勝利にこだわる武士や軍人が好んだ縁起色)をナイナーズブラックに替わり導入。
2024-25シーズンはクラブ創設20周年に際してチームカラー2色に加え「これからの20年・未来」を表現したゴールド を配した。(「歴代ユニフォーム」の項目参照)

### マスコット

仙台89ERSマスコットキャラクターの「ティナ」。

- ティナ（Tyna）

子どもの雄ライオン。8月9日生まれ、身長189cm、体重89kg。

### チアダンスチーム
- 89ERSチアーズ(※2018-19シーズンまで「東北チアエージェンシー＆アカデミー」からの派遣[46])

過去に存在したパフォーマンスチーム
　はっくるず
　2019年9月に発足した日本初のプロスポーツチーム専属男子チアリーダー。パフォーマー集団「白A」と名取高校男子新体操部を中心としたメンバーで構成されていた。2022年2月から1年間活動休止期間を経て2023年10月の開幕直前に解散を発表。

### アリーナMC
クラブリリース()に基づく。
- エバンズ・マラカイ(メインMC。2021-22～)
- カオリ・ゴンザレス(マラカイ氏不在時の代理MC。2024-25)
- 中野美咲(アシスタントMC、2022-23シーズンはゼビオアリーナ開催時に輪番で担当。2014-15～2020-21、2022-23～)
- DJ ASARI(黄援DJ。2024-25～)

過去にアリーナMCを務めた人物
- 山蔭ヒーロ(メインMC、2005-06～2018-19。2023-24、2024-2025シーズンはゲストMCとして数試合来場)
- 二瓶永莉(アシスタントMC)
- 菅野紀子(アシスタントMC。退任後、日下光夫人)
- 庄司梨紗(アシスタントMC。2014-15～2015-16)
- 佐藤清一郎(メインMC、2019-20～2020-21　※2014-15シーズン～2018-19シーズンは山蔭氏不在時の代理MC、2020-21シーズンはゼビオアリーナ開催時のみ担当)
- 「はっくるZERO」こと柳雄介(ゼビオアリーナ以外開催時のMC。2020-2021)
- 佐藤友紀乃(アシスタントMC、ゼビオアリーナ開催時に輪番で担当。2022-23)
- 鈴木沙喜代(2022-23シーズンはアシスタントMC、ゼビオアリーナ開催時に輪番で担当。2023-24シーズンは音声を収録した固定の場内アナウンス担当)

### サポートソング
- 2005-06シーズン AI「Once In A Lifetime」
- 2006-07シーズン TATE & MARKIE「We Love 89ERS」
- 2007-08シーズン AI「IT'S SHOW TIME!!!」
- 2008-09シーズン 青山テルマ「HIGHER」
- 2009-10シーズン 黒木メイサ「THIS IS CRAZY」
- 2010-11シーズン May J.「LADY RED」
- 2011-12シーズン ナオト・インティライミ「Brave」
- 2012-13シーズン PES(RIP SLYME)「素敵なこと」
- 2013-14シーズン VEGA「FIGHTER」(以降のシーズンもサポートソング設定からは離れたものの、選手入場や試合終了直後に流れるなどクラブを象徴する曲である)
- 2018-19シーズン～2020-2021シーズン GAGLE「Grind!」「ひとつになるとき」
- 2021-22シーズン GAGLE「Ascend」
- 2022-23シーズン GAGLE「Grind!2022-23」
- 2024-25シーズン GAGLE「NINERS ANTHEM」[50]

なお、GAGLEは2017-18～2021-22シーズンの間、選手個人それぞれの登場曲の制作・プロデュースを担当。2024-25シーズンは黄援音楽プロデューサーに就任。

### ユニフォームスポンサー
クラブリリース()に基づく。★：その部分掲出のシーズン
| 掲出箇所            | スポンサー名                 | 表記                              | 掲出年     | 備考 |
| ------------------- | ---------------------------- | --------------------------------- | ---------- | --- |
| 左胸                | 霞ヶ関キャピタル             | fāv                               | 2023-24～  | 霞ヶ関キャピタル運営のホテルブランド名。 |
| 胸 中央             | 霞ヶ関キャピタル             | sevenxseven                       | 2025-26～★ | 霞ヶ関キャピタル運営のホテルブランド名。2023-24シーズンは霞ヶ関キャピタル社の会社ロゴ、2024-25シーズンより左記表記で背中下部にそれぞれ掲出。 |
| 背面 上             | みずほフィナンシャルグループ | MIZUHO                            | 2025-26～  | |
| 背面 下             | アイリスオーヤマ             | ♡IRIS OHYAMA                      | 2025-26～  | |
| パンツ 前面 右 腰部 | 深松組                       | 深松組                            | 2023-24～  | |
| パンツ 前面 右１    | 宮城トヨタグループ           | MTG MIYAGI TOYOTA Group           | 2023-24～★ | 2017-18～2021-22まではパンツ前面左、2022-23は同右上に掲出。                                                                                  |
| パンツ 前面右２     | 七十七銀行                   | 77BANK七十七銀行                  | 2007-08～  | 2021-22までは「77BANK」表記 |
| パンツ 前面左 腰部  | (掲出なし)                   | ‐                                 | ‐          | |
| パンツ 前面左１     | バイタルネット               | バイタルネット                    | 2022-23～★ | 2019-20～2021-22までは背面下部に掲出。 |
| パンツ 前面左２     | メディアステーション         | MEDIASTATION メディアステーション | 2023-24～  | |
| パンツ 背面右１     | (掲出なし)                   | ‐                                 | ‐          | |
| パンツ 背面右２     | 清月記                       | 清月記                            | 2020-21～  | |
| パンツ 背面左１     | 小泉東北                     | 人・街・未来へ 小泉東北           | 2023-24～  | |
| パンツ 背面左２     | 山一地所                     | 山一地所                          | 2022-23～★ | 2019-20～2021-22まではパンツ背面左上に掲出。                                                                                                 |

過去のユニフォームスポンサー
- 学校法人菅原学園
- 仙台進学プラザ(「進プラ」表記、2006-07。胸中央掲出)
- ボディプラスインターナショナル(「HALEO」表記、2009-10～2016-17・2018-19～2020-21は胸中央に、2020-21～2021-22はパンツ前面右上に掲出。他、2019-20シーズンの4thユニフォーム[52][注 6] のケースもあり)
- パルコ（仙台パルコ）
- タイヤワールド館BEST
- MOVIX(「MOVIX仙台/MOVIX利府」表記、???～2016。パンツ掲出)
- カメイ(2008～2018。左胸部掲出)
- 勝山企業（「勝山館」表記、2016-17。パンツ背面左掲出）
- ストリートライフ(2017-18。胸中央掲出)
- 学校法人角川学園(「KADAN」表記、2016～18。パンツ前面左掲出)
- 勝山ネクステージ(「MCTオイル」表記、2017-18。パンツ背面左掲出)
- アミノ(「鮮 うまい鮨勘」表記、2019-20。1st～3rdの左胸部掲出)
- ホテル佐勘(「秋保温泉佐勘」表記、2016-17～2020-21。パンツ背面右上掲出)
- 太子食品工業(「タイシ」または「太子食品」表記、2019-20～2021-22。パンツ背面左下掲出)
- 炭火焼肉&Bar龍＆RYU(2021-22。パンツ背面右上掲出)
- 伊藤忠エネクスホームライフ東北(「ⓔ伊藤忠エネクスホームライフ東北」表記。2020-21～2021-22までは左胸、2022-23はパンツ背面右上に掲出)
- アップドラフト(「TAKI ION MEDIC」表記、2020-2021～2024-25。胸中央掲出)
- やまや(2017-18シーズンを除く[掲出開始シーズン不明、加筆求む]～2024-25。背中上部掲出)

### ユニフォームサプライの遍歴
- 2005年 - 2016年 : OZAKI→KANKO
- 2016年 - 2018年 : ASICS
- 2018年 - 2021年 : Fanatics[53] (練習時のウエアはMIZUNO → TRES JAPAN[54])
- 2021年 - 2025年 : TRES SPORTS WEAR[55]
- 2025年 - 現在 : Fanatics[56]

### 歴代ユニフォーム
| HOME                          | HOME                          | HOME      | HOME                          | HOME                          |
| ----------------------------- | ----------------------------- | --------- | ----------------------------- | ----------------------------- |
| 2016 - 18                     | 2018 - 21                     | 2021 - 22 | 2022 - 23 ナイナーズ イエロー | 2023 - 24 ナイナーズ イエロー |
| 2024 - 25 ナイナーズ イエロー | 2025 - 26 ナイナーズ イエロー |           |                               |                               |
|                               |                               |           |                               |                               |

| AWAY      | AWAY      | AWAY      | AWAY      | AWAY      |
| --------- | --------- | --------- | --------- | --------- |
| 2016 - 18 | 2018 - 21 | 2021 - 22 | 2022 - 23 | 2023 - 24 |
| 2024 - 25 | 2025 - 26 |           |           |           |
|           |           |           |           |           |

| Other                           | Other                             | Other                             | Other                     | Other                             |
| ------------------------------- | --------------------------------- | --------------------------------- | ------------------------- | --------------------------------- |
| 2016 - 17 TOHOKU SMILE          | 2017 - 18 BLACK NINERS DAY        | 2018 - 19 3rd ナイナーズ イエロー | 2018 - 19 CRIMSON RED DAY | 2019 - 20 3rd ナイナーズ イエロー |
| 2019 - 20 4th SENDAI GREEN      | 2020 - 21 3rd ナイナーズ イエロー | 2021 - 22 3rd ナイナーズ イエロー | 2022 - 23 3rd             | 2023 - 24 3rd SENDAI GREEN        |
| 2024 - 25 3rd クラブ創設 20周年 |                                   |                                   |                           |                                   |
|                                 |                                   |                                   |                           |                                   |

### チーム名の由来
チーム名は、チームの本拠地である仙台市に関する西暦年に由来する。
- 1889年（明治22年）4月1日、仙台区が市制施行[注 7]。
- 1989年（平成元年）4月1日、仙台市が政令指定都市移行、および、市制100周年。

以上、2つの西暦の下2桁の「89年」という年が仙台にとって始まりを象徴する数字であると考えられ、「89年の人々」を意味する英語の「89ERS」をチーム名とした。
なお、チーム名の英語表記は SENDAI EIGHTY NINERS であり、forty-ninersのように英語で一般的に見られるEIGHTYとNINERSの間のハイフンは不要である。2016年（平成28年）3月1日付で、運営会社の株式会社仙台スポーツリンクも、チーム名と同じ株式会社仙台89ERSへと社名変更した。

### 永久欠番

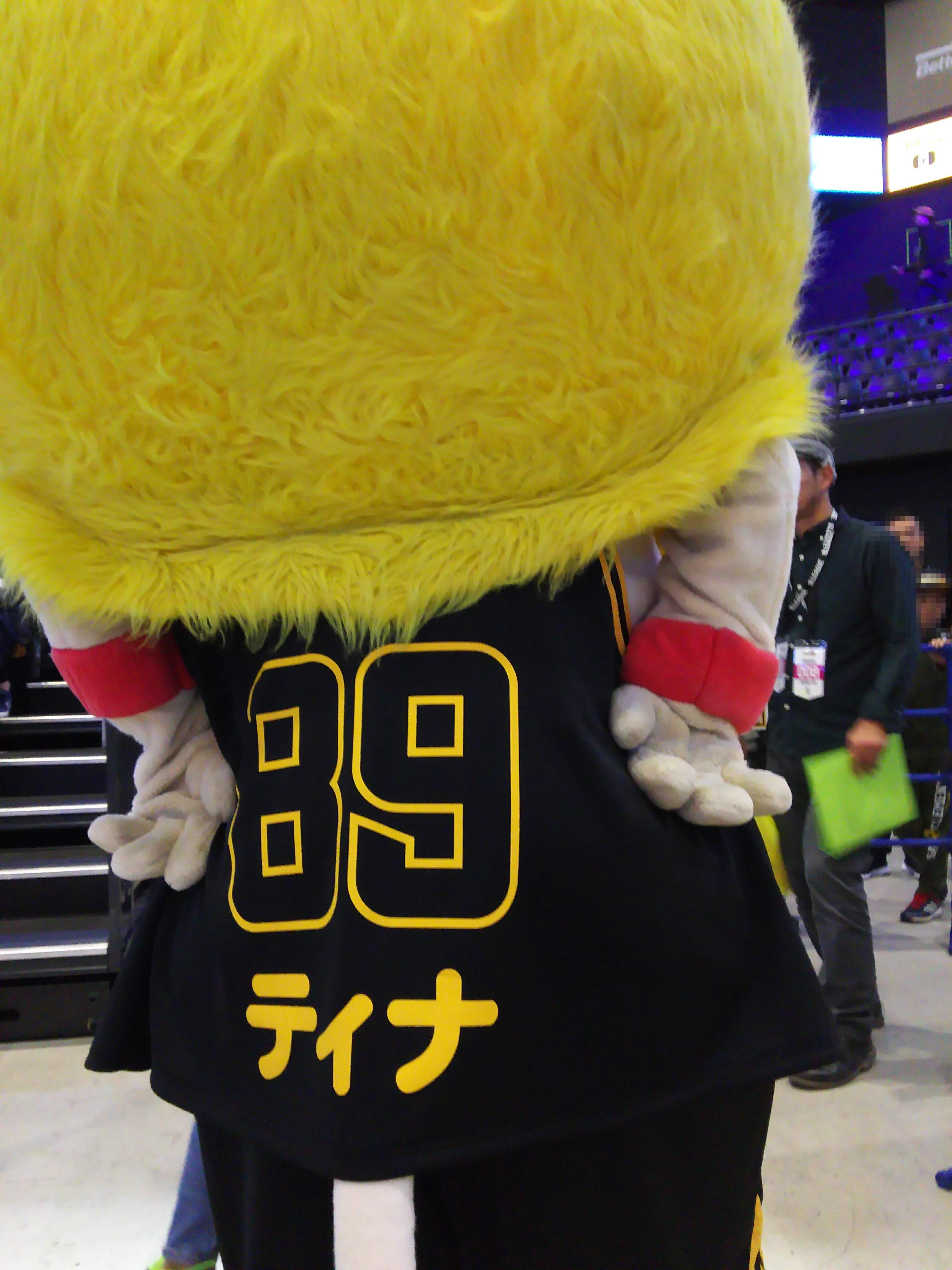
マスコットキャラクター・ティナが使用する、仙台89ERSの永久欠番"89"。販売されているレプリカユニフォームも"89 SENDAI"が基本である。

89：2016年3月設定。　クラブ発足以降ブースターの象徴の番号として定着していることを鑑みた。マスコットキャラクター・ティナも登場以来89番を使用している。
- なお、現クラブ社長であり長年選手として89ERSで活躍した志村雄彦が付けていた「4」も、彼の引退以降付ける選手が現れていない。

## 歴史

### bjリーグ

#### 2005-06シーズン
bjリーグ初年度の2005-06シーズンは浜口炎HCの指揮のもと、開幕ドラフト1巡目で獲得した仙台出身のPG日下光を軸にマーマドゥ・ディオウフ、アンドレ・ラリー、マイケル・ジャクソンら外国籍フォワード陣が得点、リバウンド、出場時間などでチームを牽引した。
　開幕当初はリーグ首位に立ったが徐々に順位を落とし、シーズン中盤にディオウフを怪我で欠いて以降は苦戦が続いた。シーズン後半に元福岡のガード上山博之、元ABA所属フォワードのジミー・ミギンズを獲得。シーズン終盤のプレイオフ出場争いで大分を振り切りシーズン成績18勝22敗で上位4位に入り、プレイオフ進出を決めた。攻守の要マイケル・ジャクソンはシーズンのベスト5に選ばれた。
プレイオフでは初戦で大阪と対戦し敗退、3位決定戦では東京Aに敗れ初年度を4位の成績で終えた。

#### 2006-07シーズン
プレイオフ争いを最後まで演じたが、2季連続出場はならず。

#### 2007-08シーズン
チームスローガン：「Take Initiative!」
少数精鋭を打ち出し、ボビー・セントプルーやパトリック・ワーティーらが活躍。日本人選手の底上げも成功し、激戦の東地区を1位で通過する。プレイオフは初戦で東京Aに敗れるも3位決定戦で福岡に勝利。プレイオフ初勝利を挙げた。

#### 2008-09シーズン

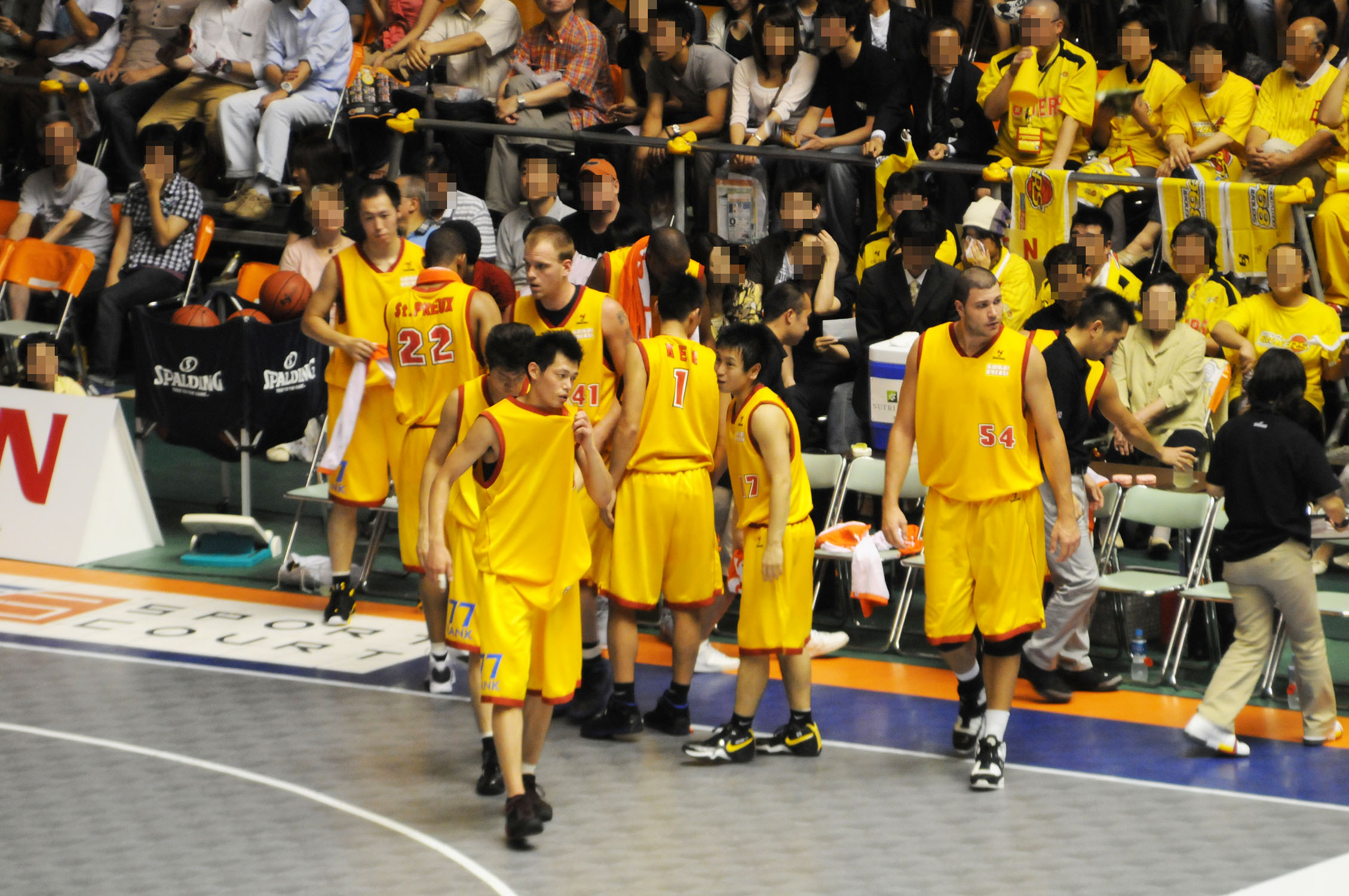
2008-09 プレシーズンマッチ
秋田県立体育館（2008年9月23日）

シーズンスローガン：「TOUGH MINDED」
フォワード・センターはボビー・セントプルー、クリス・ホルムや途中浜松から加入したジョシュ・ペッパーズを中心とした外国人選手、ガードはキャプテンの日下、アウトサイドのシュートを得意とする高橋憲一、このシーズンにJBL・東芝よりドラフトで加わった志村雄彦を中心に起用。レギュラーシーズンで東地区3位となり、カンファレンスセミファイナルで東京A（東地区2位）と対戦したが2連敗で敗退。

#### 2009-10シーズン
シーズンスローガン：「TEAM UNITY」
開幕戦の高松戦をダブルスコア近くの大勝でスタートするも2月13日の琉球戦ではbjリーグの1試合最少得点記録となる48点しか取れずに敗戦。(しかしこの記録は翌日に富山によって更新された)
レギュラーシーズンの成績はチーム史上最高勝率(.673)を記録して東地区2位となる。カンファレンスセミファイナルはレギュラーシーズンでの対戦成績が5勝1敗と相性の良かった新潟（東地区3位）をホームに迎えて行われたが、第1戦を落とす。翌日の第2戦は勝利したが、続く第3戦で敗れてファイナル4進出はならなかった。

#### 2010-11シーズン
シーズンスローガン：「ONE TEAM ONE GOAL」
マック・ホプソンや前大分のマイク・ベル等を補強。シーズンでは東地区で2位をキープしていたが、3月11日に東北地方太平洋沖地震が発生。この地震の影響でチームは以後のシーズンの活動を休止し、リーグが定めた選手救済制度により、ケガで戦列を離れていた高橋を除く日本人選手を他チームにレンタル移籍させることとした。(例：志村→沖縄、日下→京都)

#### 2011-12シーズン
シーズンスローガン：「Go for it together ~ともに前へ~」
先述のとおり各方面からの支援もありチーム始動がシーズン開始に間に合ったが、創設時から指揮を執っていた浜口HCが退任し、新HCにロバート・ピアスが就任した。
レギュラーシーズンは東地区6位で終えプレイオフに進出。カンファレンスファーストラウンドは東地区3位の秋田ノーザンハピネッツと敵地で対戦して第1戦に勝利したが、2,3戦目に敗れて敗退。

#### 2012-13シーズン
シーズンスローガン：「Play for SENDAI-MIYAGI ~ともに前へ~」
新たなホームアリーナのひとつとなったゼビオアリーナ完成後初のシーズンとなったがシーズン序盤から勢いに乗れずに下位に低迷。2月23日には成績不振を理由にロバート・ピアスHCが解任され、間橋健生GMがHC代行を兼任する事になった。志村がアシスト王、ティージェイ・カミングスが得点ランキング2位と個人成績は残せたが東地区7位でプレイオフ進出を6年ぶりに逃し、平均観客数も2,000人を切りチーム史上最低となった。

#### 2013-14シーズン
シーズンスローガン：「Keep Attacking Yellow!」
河内修斗を新たなHCとして迎えた。シーズン終盤までウェンデル・ホワイトが気を吐きプレイオフ進出争いに加わるも、最終盤で失速。東地区8位でシーズンを終え、2季連続でプレイオフ進出を逃した。

#### 2014-15シーズン

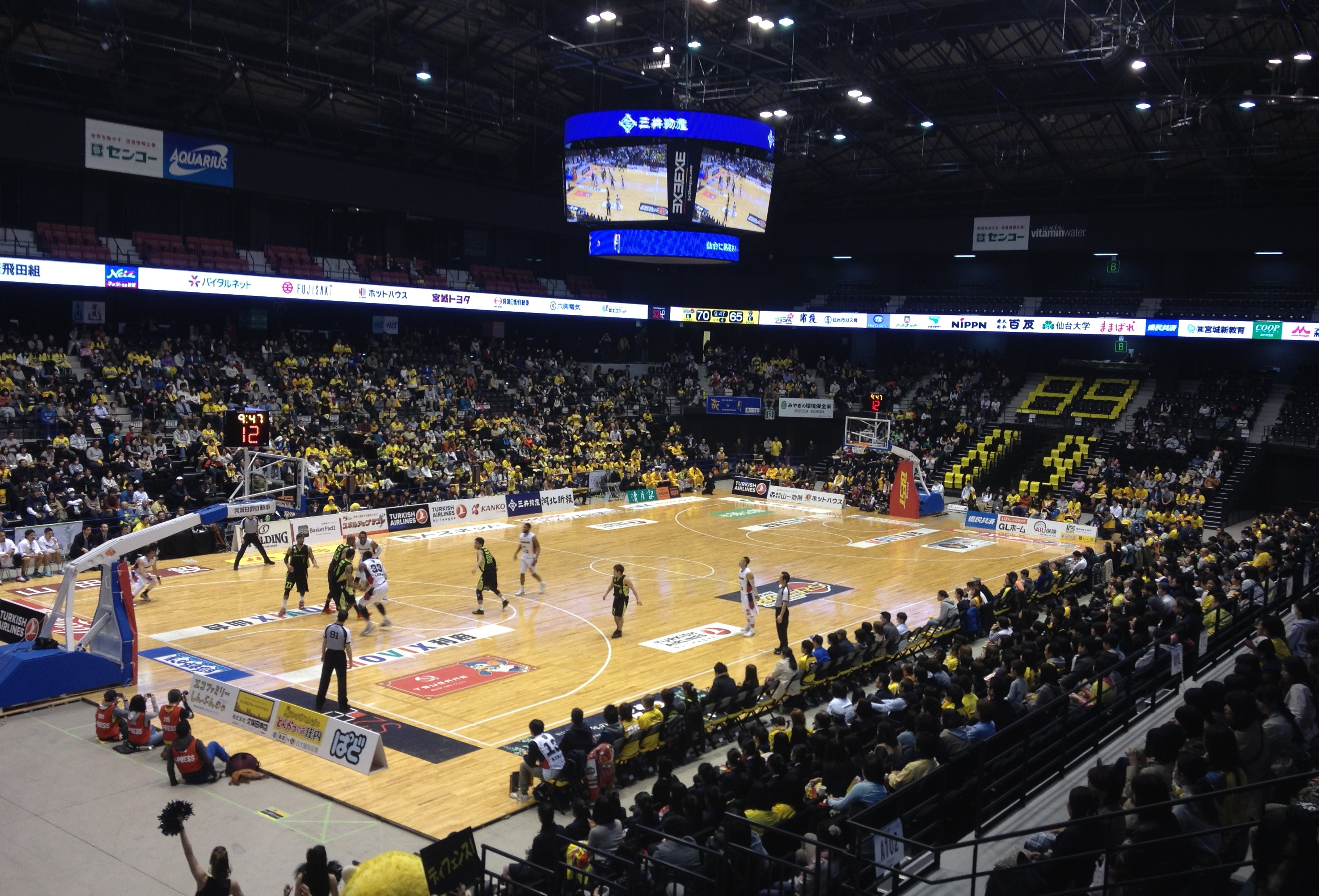
2014-15 リーグ戦 VS横浜BC
ゼビオアリーナ仙台（2015年3月22日）

シーズンスローガン：「挑-いどむ-」
クラブ創設10周年。河内HCが続投し志村ら5名の日本人選手とホワイト、ハミルトン両外国人選手が残留。ケジュアン・ジョンソン、レジー・オコーサらが加入した。だが、オコーサがリーグ指定のメディカルチェックを通過できなかったため契約合意に至らず、代わりにディリオン・スニードが入団したが、開幕直前に椎間板ヘルニアを発症し契約解除された。
開幕戦から3カードは外国人不足の影響を否めず全て1勝1敗の成績だったが、新潟よりエイドリアン・モスを獲得すると、上昇の兆しをみせた。しかし、ハミルトンが怪我の影響により契約を解除。再び勝ち星を伸ばせなくなった。その後ジェラル・デービスが加入し、リーグ戦中盤から終盤にかけて、チーム新記録となる11連勝・同ホーム10連勝を達成するなど好調を維持し37勝15敗の最高勝率を更新(.712)、東地区3位という成績で、3季ぶりにプレイオフ進出。ジョンソンが得点王とスティール王の二冠を達成し、さらにベスト5とチーム初のシーズンMVPも受賞した。しかしプレイオフでは6位の青森にホームで連敗しシーズンを終えた。

#### 2015-16シーズン
シーズンスローガン：「ONE」
河内体制3年目。前年度主将の金子、高田が退団。主力だった和田が信州に移籍。外国人もホワイトを除き退団した。新戦力は共に仙台高校出身の片岡大晴(前:NBL・北海道)と柳川龍之介(前:NBL・広島)、新潟より坂井耀平が加入。また、高岡大輔が3季ぶりに復帰した。外国人は、2011-12シーズンに岩手に在籍していたジャーマル・ボイキン(ルーベン・ボイキンの実弟)とユタ大学出身のダリン・バチンスキーの2名が加入した。(当初はバチンスキーではなく、2010-11シーズンまで仙台に在籍していたクリス・ホルムの加入が決まっていたが9月に引退を表明し退団)
開幕直後は、ホワイトとボイキンの両外国人や片岡らの活躍で開幕7連勝マークするなどここ数年では上々のスタートをきった。ところが片岡が腰の故障で１ヶ月近く離脱、志村も試合中の接触で足を負傷するなど苦戦を強いられる状況であった。それでも新加入の坂井が穴を埋め、両外国人の奮闘もあり好調を維持した。11月にはさらなる成績の向上を目指してバチンスキーとの契約を解除し、新たに元福島のテレンス・シャノンを獲得した。
その後も勝ち星を重ね首位で折り返したが、リーグ後半戦に入ると信州、新潟に連敗し暗雲が垂れ込めた。打開策として3月からシャノンをスタメンに抜擢すると、これが奏功しチームは再び勢いを増した。最終的に前季と同勝敗数同勝率(37勝15敗、.712)、東カンファレンス2位でシーズンを終え、震災から復活して以降最高の成績を記録。また、MVPにはホワイトが選出され、昨年のジョンソンに続いて2年連続でMVPを輩出した。
プレーオフではシーズン通算で負け越していた信州に連勝。しかしカンファレンスセミファイナルでは、ホワイトの怪我が影響し秋田に2連敗。有明に進めずbjリーグ最後のシーズンを終えた。

### B.LEAGUE

#### 2016-17シーズン（B1 東地区）
シーズンスローガン：「BE THE YELLOW」
B.LEAGUEが発足し、B1東地区の所属が決定。過去3季HCを務めた河内修斗が三遠のアソシエイトコーチ就任に伴い退団。後任で間橋健生GMが兼任した。
選手は田中、坂井、高岡(この年より仙台のHCに就任)以外は契約を継続。日本人の新戦力として前三菱電機(現名古屋D)の坂本ジェイと熊谷宜之、香川から楯昌宗、石川海斗(2015-16シーズンは岩手在籍。2016-17シーズンに契約締結した香川からのレンタル移籍)が加入。外国籍はNBL・熊本でセンターを務めたチリジ・ネパウエ、米ボナベンチャー大卒のルーキー、ディオン・ライトが加入した。しかし他のチームと比較し、低身長かつタレント不在のチーム編成が今後の戦いに響くことになる。
千葉との開幕戦を落としたものの2戦目を粘り勝ち、ホームでの北海道戦では連勝。幸先の良いスタートだった。ところが、昨季NBLベスト4の栃木やA東京に力の差を見せつけられてしまい4連敗。特に10月8日の栃木戦GAME1は前半を17得点に抑えられチーム最大の屈辱となった。東地区唯一の旧bjリーグ所属の秋田には連勝したものの、30日の北海道戦勝利後、12月17日の横浜戦に勝利するまでチームワーストの12連敗を記録する。
その間チームにフィットしなかったライトを契約解除し、昨季で退団したホワイトを呼び戻した。一方でリーグ中断期間に開催されたクラブ初参戦となる1月の全日本総合バスケットボール選手権ではベスト8入りし上昇するかに見えた。しかし旧bjリーグ所属勢との対戦が多かった年明けから3月中旬までの戦いを負け越してしまう。背景として、坂本が怪我で離脱しインサイドがかなり手薄になる事態が発生。さらに間橋HCと選手との間に溝ができ、チームとして建て直しが困難に陥ってしまった(河北新報より抜粋)。
2月末までに外国籍のグレッグ・マンガーノと東海大学九州の谷里京哉の2名を獲得したが、根本的な打開策とはいかず4月8日のA東京戦敗戦後は全体最下位に沈み一度も浮上することなくそのままレギュラーシーズンを終えた。また、最終節の栃木戦GAME1勝利まで2度目の二桁連敗となる10連敗を記録した。
B1残留プレーオフでは総合15位の富山とアウェイで対戦したが2連敗しB1での戦いを1季で終えることになった。
間橋HCは兼任のGM職を含み辞任。選手も日本人得点トップの片岡や4季在籍した佐藤と菊地、今季加入の楯と熊谷、外国籍3名の計8名がチームを去った。

#### 2017-18シーズン（B2 東地区）
シーズンスローガン：「JUMP UP!」
石川、志村、柳川、谷里、坂本の5名が契約を継続(ただし坂本は腰のコンディション不良で前年に続き故障者リスト入り)。1年でのB1復帰に向け、HCにWJBL・トヨタ自動車元HCの後藤敏博が就任。日本人の新戦力として富山から嶋田基志、東京EXから泉秀岳、鹿児島から藤田浩司、香川から溝口秀人が加入。外国籍は三遠よりオルー・アシャオル、愛媛よりクレイグ・ウィリアムス、ポルトガルのクラブよりアンジェロ・チョルを獲得しシーズンを迎えた。
序盤、初白星を開幕3戦目で挙げるなどB2でもなかなか勝利をつかめない状況に陥ってしまう。後藤HCは当初のディフェンス重視から早い展開のオフェンス重視のバスケに変更、軌道に乗った矢先にアシャオルが膝蓋骨折の重傷を負って故障者リスト入りし(後に契約解除)、急遽坂本の復活(しかし2試合出場のみで再び登録抹消)及び短期契約で元山形のロターナ・ウォーボを獲得するが、勢いは止まってしまった。
年明け、後藤HCと坂本の契約解除を発表。新指揮官にアシスタントコーチ(以下AC)の高岡大輔が就任(緊急事態であったが、選手OBからのHC就任はチーム初である)。新外国人に元群馬のマーカス・クザンを補強し、2月には日本大学から新号健、特別指定で共に明成高校出身の白戸大聖(東海大学)と宮本滉希(明治大学)を獲得した。
高岡HCはディフェンス重視のバスケを目指したが、ターンオーバーや失点数の増加のみならずアタッカー不足による得点力不足により就任から7連敗を喫する。2月10日の愛媛戦で就任後初勝利を挙げるが以降目立った躍進は無く、3月25日のFE名古屋戦での敗戦をもってB1昇格の可能性が消滅。最終的に東地区4位に終わった。
シーズン終了後高岡HCは退任。谷里と外国籍3選手が退団し石川が信州へ、柳川が金沢へ、嶋田が群馬へ、藤田が愛媛へ、溝口が北海道へそれぞれ移籍した。そして10年間近く在籍した志村が引退を表明した。(詳細は後述)
【新体制移行】
シーズン中の4月5日、来期よりチームの経営権がスポンサーを務めるサプリメントの製造・販売を行うボディプラスインターナショナル社に譲渡されることが明らかになった。翌6日、代表の中村が会見を開いて経緯を説明。理由として「今季業績が赤字になる見込みで経営基盤の弱体化と資金不足により、人件費が確保出来なくなる危機を回避するため」と挙げた。なお中村は代表を辞任し、所有株をボディプラス社に全て譲渡する。新体制はボディプラス社のデービット・ホルトンCEO(最高責任者)がオーナー、社長には、楽天野球団コンテンツ部社員の渡辺太郎が就任。(渡辺はかつて仙台市立仙台高等学校バスケットボール部で主将を務めており、志村雄彦の3学年先輩に当たる)同日、10年間在籍している志村が今季限りでの現役引退を発表した。理由として先輩であり親交のある渡辺の誘いが決め手だと述べた。シーズン終了後、取締役とGMの就任が発表された。また、元東北楽天ゴールデンイーグルスGMのマーティー・キーナートがGM補佐に就任した。

#### 2018-2019シーズン（B2 東地区）
シーズンスローガン：「GRIND」
新HCに前大阪HCの桶谷大が就任。選手は泉と新号が契約を継続し、特別指定の白戸と宮本は本契約を締結。新加入として金沢より月野雅人、大阪より澤邉圭太と安部潤、B3降格の岩手より菅澤紀行が、外国籍選手は北海道よりダニエル・ミラー、前シーズンをGリーグでプレーしたタイラー・ハリスが加入。開幕後には前・名古屋Dのジェロウム・ティルマン、秋田からレンタルにて俊野達彦を加えた。
開幕前のアーリーカップでは秋田との接戦を制し優勝、クラブ初タイトルを手にし弾みをつけて開幕6節を11戦8勝3敗と、概ね4勝1敗ペースで勝ち星を重ねていく。ところが各地区上位との対戦が多く組まれた2018年12月から2019年1月の9節16戦を8勝8敗の五分の星(熊本と島根に連敗、茨城と広島に1勝1敗)と勝ち星が伸び悩み始め、さらに2月のアウェイ青森戦、3月のアウェイ奈良戦と下位に沈むクラブに痛恨の連敗を喫する。また、その状況に追い打ちをかけるように新号と俊野が2月に相次いで大怪我を負い戦線を離脱してしまう。(新号は4月13日のアウェイ山形戦で復帰)
しかしPG代役の白戸の成長やチームディフェンスの復調、さらに主将月野をはじめ選手たちが再奮起して3月9日のホーム福島戦からBリーグ参入後最高記録の11連勝をマークしB2プレーオフ出場に望みを繋ぐも、天王山となった4月13日のアウェイ群馬戦に敗れてプレイオフ出場を逃してしまう。
「新体制1年目でのB1昇格」という目標こそ叶わなかったものの、最終節のホーム青森戦連勝でBリーグ参入後最高記録のホーム8連勝と最高成績(40勝20敗、勝率.667)を飾り、ホームゲームのシーズン観客動員数が合計で77,019人、平均2,567人とB2クラブでは最多と数々の好記録を残すシーズンとなった。
シーズン終了をもって俊野が愛媛、宮本が青森、安部が島根、菅澤が富山にそれぞれ移籍した。

#### 2019-2020シーズン（B2 東地区）
シーズンスローガン：「GRIND」
桶谷体制2季目、クラブ創設15周年に満を持してホームアリーナをゼビオアリーナ仙台に定めて臨むシーズン。主将月野をはじめミラー、ティルマン含む主力の7名が契約を継続し、新戦力としては京都から片岡大晴が3季ぶりに2年契約で復帰。青森から臼井弘樹、琉球から金城茂之が加入し、前季は練習生登録であった阿部翔太(石巻市出身、立教大卒。3X3・SENDAI AIR JOKER.EXEで選手活動)が開幕前に、同じく8月の球団トライアウトを経て練習生登録であった金城知紗が11月に正規契約に至り加入(ただし2020年2月末までの有期契約、同3月からは練習生に戻る)、1月には前季福岡に所属していたエリック・ジェイコブセンを補強した。また、2020年2月には特別指定選手として明治大学3年の渡辺翔太を加えた。
シーズン開始前、練習中に澤邉が右手を骨折、B1川崎との練習試合で月野が頭部に受傷し戦列を離れてしまい、2年連続でホーム・ゼビオアリーナ仙台開催となったアーリーカップは3位、リーグ開幕節・群馬戦を2つとも落としてのスタートとなった。澤邉は10月に復帰も、入れ替わりで新加入の金城(茂)が右膝を痛めてしまい苦しいロスター事情が続いて福島や東京Zにホームで取りこぼし、群馬には12月上旬で早々にシーズン負け越しが決定してしまう。しかし以降は前季と異なり他地区上位陣をはじめ同カード連敗を喫することがなく、特に12月中旬から2月中旬の10節19戦を2度の9連勝含むなど白星を重ね、この間に月野が戦列に復帰して以降特に安定感を増した。一方で後述の中断期間中に新号が椎間板ヘルニアを悪化させ手術、戦線を離脱してしまう。
しかし新型コロナウイルス感染症流行による2月下旬～3月上旬と3月中旬以降のリーグ戦中断を経て、3月27日のチェアマン発表によりポストシーズン含む以降全てのリーグ戦が中止に陥った。その結果、35勝12敗の東地区優勝・リーグ全体3位でシーズンを終えることとなりB1昇格へ望みをつないだが、4月26日に開催されたBリーグライセンス会議の結果、リーグ1・2位の信州と広島の昇格が決まり昇格を逃した。
なお、ホームゲームのシーズン観客動員数平均2,448人は2季連続でB2最多であった。
シーズン終了をもって阿部が退団(3X3で現役続行)した他、中村旧運営陣時代から3季にわたり在籍していた泉がB3さいたま、新号が山形、白戸が福岡へ、外国籍選手はティルマンがFE名古屋へそれぞれ移籍した。

#### 2020-2021シーズン（B2 東地区）
シーズンスローガン：「Grind!」
桶谷体制3季目。月野・澤邉・金城・臼井・片岡・ミラー・ジェイコブセンの7名が契約を継続し、特別指定の渡辺とは本契約を締結。日本人の新戦力として年代別日本代表に選出経験を持つA東京の笹倉怜寿と琉球から寒竹隼人をレンタルで、川崎から鎌田裕也と香川から矢代雪次郎が完全移籍にてそれぞれ加入し、外国籍は富山からジョシュ・ペッパーズが10季ぶりに加入した。
レギュラーシーズンは開幕5連勝を挙げスタートダッシュに成功も、熊本戦Game2でペッパーズが負傷離脱し(のち契約解除)接戦を落として以降、チームスタイルである「堅守からのトランジションバスケ」がうまく機能する・しない次第で勝敗が安定せず徐々に調子を落としていく。
ペッパーズを補うべく短期契約でジャマール・ソープを獲得したがフィットするには至らず、さらに笹倉・月野・片岡が相次いで故障(笹倉と片岡は半月程で復帰)し、状況打破と得点力向上を図るためにかつて福島でbjリーグ得点王とベスト5に輝いた経歴を持つルブライアン・ナッシュを補強した。
しかし後半戦も前季のような大きな連勝を積み重ねられないまま(最大で5連勝)強固な守備にも綻びが生じて80失点以上を喫する試合が徐々に増え始め、2月上旬には桶谷HC以下コーチ陣が相次いで新型コロナウイルスに感染し逆境が続いた。
そのような中でも月野が3月に復帰し、群馬のリーグ記録となる大型連勝をホームで二度ストップや片岡のキャリア4,000得点達成、リーグ参入後初のプレーオフ進出をワイルドカード上位(総合7位に相当)で決めるなど見せ場を作ったが、最終盤でナッシュがアキレス腱断裂の重傷・帰国(そのまま6月30日付で退団)や笹倉が再び足の故障とプレーオフに向け上昇の機運を作り出せず、B2最少失点(平均75.4)こそマークしたものの35勝24敗(アウェイ越谷戦1試合が振替日程を組めず消滅)と勝率6割すら届かず、桶谷体制下となって最も厳しい結果でレギュラーシーズンを終えた。
プレーオフは準々決勝で西地区1位の西宮とアウェイで対戦、故障から復帰の笹倉とシーズンを通して著しく成長を遂げた渡辺の活躍で粘り強く戦い逆転での2連勝を挙げB1復帰に弾みをつけて準決勝へ駒を進める。しかし、東地区2位の茨城とのアウェイ戦に2連敗して屈し目の前でB1昇格を果たされる屈辱を味わった。3位決定戦のアウェイ越谷戦も初戦こそ守備がはまり片岡の爆発で勝利したものの、Game2・Game3とターンオーバーを重ねて自滅・連敗し、シーズン4位で終わった。
なお、コロナ禍にあっても熱心なブースターに支えられホームゲームのシーズン観客動員数平均1,059人を記録、唯一の4桁動員で3季連続B2最多であった。
シーズン終了をもって桶谷HCが退任。ジェイコブセンがB1昇格を果たした茨城に引き抜かれ、ミラー・矢代・鎌田・笹倉・臼井の5名がそれぞれ前所属のクラブに戻る形で去った。また、新体制下でクラブを建て直し社長→副会長としてコート外で辣腕を振るってきた渡辺太郎も退任した。

#### 2021-2022シーズン（B2 東地区）
シーズンスローガン：「Ascend」
新たなHCに、前季まで琉球を指揮していた藤田弘輝が就任。また、前季をもって現役を引退した金城がAC兼スキルコーチとして就任した。
日本人選手は月野・澤邉・渡辺・片岡の4名が契約を継続し寒竹は完全移籍で加入。また、島根から神里和、広島から荒尾岳(完全移籍)と田中成也(レンタル移籍)の2名を獲得。外国籍選手は名古屋Dからジャスティン・バーレル、トルコのクラブからデビン・オリバー、イスラエルのクラブからジェロウム・メインセの3名を加え、シーズン開幕以降の11月には通訳兼練習生であった喜久山アレックスと有期の本契約を結んだ(～2022年3月)他、12月には特別指定で岡田泰希(加入時、明星大学在学)と寺澤大夢(加入時、専修大学在学)をさらに加え最大14名の戦力でシーズンに臨んだ。
レギュラーシーズンは開幕初戦を落とすもその後6連勝。途中負傷で田中、特に澤邉と渡辺が長期離脱するが同カード連敗はアウェイ福島戦のみで小刻みに連勝し、岡田の即戦力級の活躍や渡辺の代役を全うした神里の著しい成長もあって踏みとどまり前半戦は20勝10敗で折り返す。
後半戦はアウェイFE名古屋戦を連敗、その後の白石での山形戦を連勝と五分の星で進んでいた2月にコロナ禍で苦しめられ、規定ロスターギリギリで臨む試合や試合の延期・中止により間隔が開く事態に見舞われた。(最終的に7試合が消滅)しかし岡田・寺澤両特別指定選手の若い力や神里・寒竹・片岡の踏ん張り、外国籍3選手の安定した力の発揮、尻上がりに調子を上げた月野の活躍、そして藤田HCの標榜する「インテンシティ高いバスケ」が試合を追うごとに浸透・成熟していくことで勝利を重ね、以降敗戦は対西宮の3敗のみ、終盤は熾烈な東地区2位・3位争いをしていた福島に連勝を挙げ突き放すなど8連勝して東地区2位を確保し2年連続のプレーオフ進出を手中に収め、後半戦18勝5敗の通算38勝15敗(勝率.717)かつリーグ2位の平均失点の低さ(70.3失点)の堅守ぶりでレギュラーシーズンを終える。
プレーオフはクォーターファイナルのホーム福島戦、セミファイナルのアウェイ香川戦共にGame3までもつれる大激戦となったが、持ち前の堅守を発揮してファイナルに進出し6季ぶりのB1復帰を果たした。シーズンを通して圧倒的な強さで首位に君臨したFE名古屋とのアウェイ戦のファイナルもGame3までもつれたが、及ばずB2準優勝でシーズンを終えた。
なお、続くコロナ禍にあっても熱心なブースターに支えられホームゲームのシーズン観客動員数は平均1,538人の4桁動員で4季連続B2最多となった。
シーズン終了をもって4季にわたり主将としてチームを牽引してきた月野が古巣である岩手へ、荒尾も古巣の千葉Jへ、オリバーが横浜へ、神里が熊本へ、メインセが前所属のイスラエルのクラブへそれぞれ移籍した他、新体制発足以降オーナー・代表取締役会長としてクラブの再興に尽力したデービット・ホルトンも退任した。

#### 2022-2023シーズン（B1 東地区）

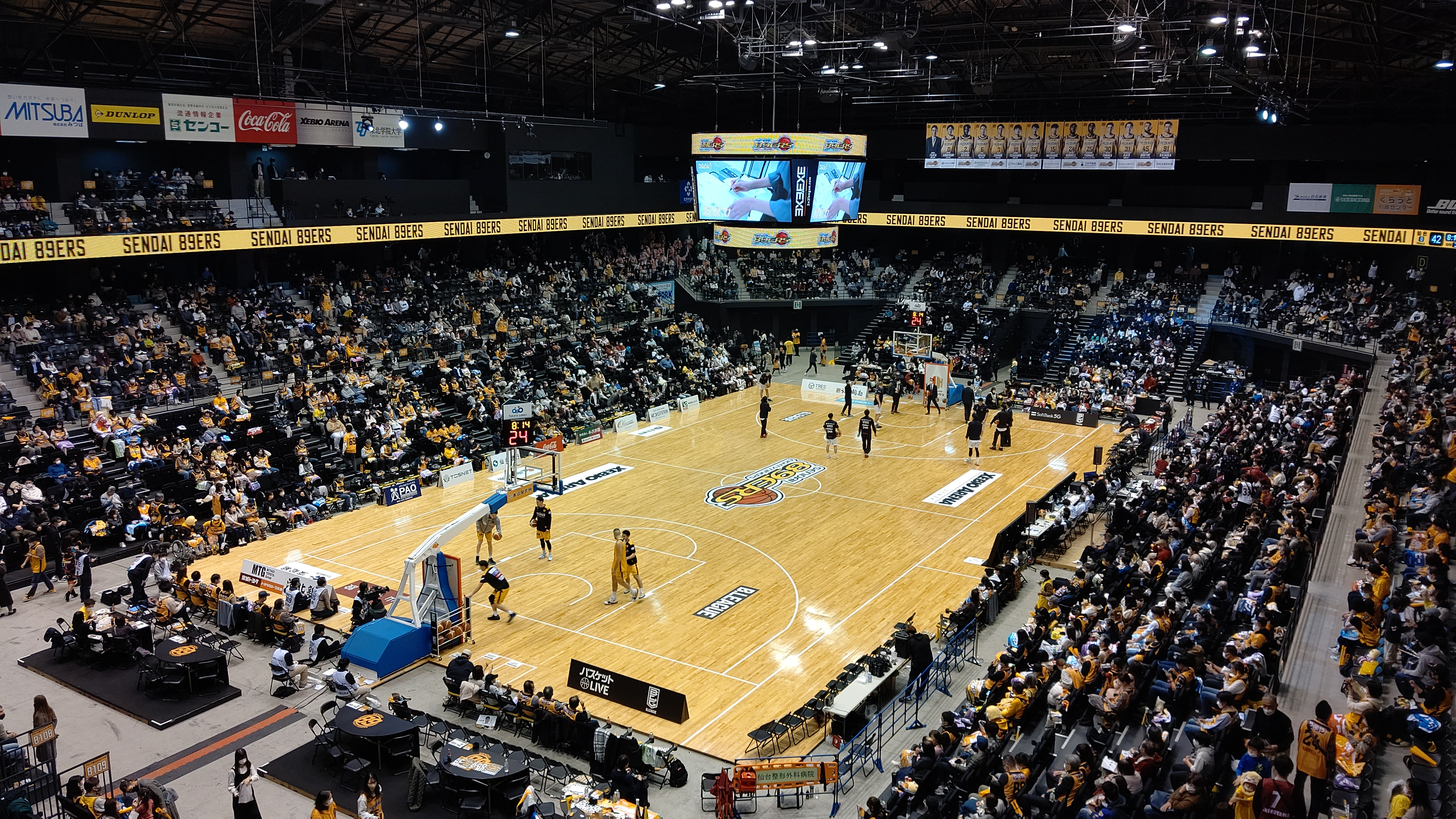
2022-23 リーグ戦 VS川崎
ゼビオアリーナ仙台（2022年11月27日）

シーズンスローガン：「Grind!」
藤田体制2季目。澤邉・寒竹・渡辺・バーレル・田中・片岡の6名が契約を継続し、特別指定の岡田・寺澤とは本契約を締結(ただし寺澤は2023年3月からシーズン終了まで山形へレンタル移籍)。日本人の新戦力として名古屋Dから小林遥太、京都から加藤寿一、琉球から帰化枠の小寺ハミルトンゲイリーの3名を獲得。外国籍選手はトルコのクラブからネイサン・ブースと韓国KBL・蔚山からラショーン・トーマスの2名、12月には特別指定で渡部琉(在籍時、中央大学在学中)、1月には広島から完全移籍で青木保憲と有期契約で前B3横浜エクセレンスのベイリー・スティールを加えた(後述)最大16名の戦力で、主将にバーレル、オフコートキャプテンに渡辺を据えてB1へ再挑戦した。
開幕2節で京都・三河と五分の星でスタートし名門の川崎や渋谷に土をつけるも、カテゴリーが上がったことによる対戦相手の個のスキル・チームの組織力の差は如何ともし難く接戦を我慢しきれず敗戦が込む。加えて怪我人が続出し完全な形でのロスター編成が揃わない戦いを強いられ、12月には主力である渡辺とトーマスが相次いで骨折しインジュアリーリスト入りの長期離脱を余儀なくされた。青木とスティールはそうした事情のもとでの緊急補強であった。リーグ前半戦は同カード連勝を挙げられることなく、これまで得意としてきたホームでもわずか3勝にとどまり8勝22敗と苦しい形で折り返した。
リーグ後半戦は青木の加入並びに即戦力級の躍動や小林の奮闘、澤邉の復調、3月半ばからトーマスの戦列復帰、そして藤田HCの戦術がチームに浸透したことで戦う集団として醸成され、残留争いの相手であった滋賀や古豪の三遠、B2在籍時辛酸を舐めさせられ続けたFE名古屋に同カード連勝、首位・千葉Jのリーグ連勝記録を"24"で止めるなど前半戦より多い勝利数(11勝)を挙げ5試合を残し初のB1残留を決めた。一方で下記成績表のとおり対東地区の7クラブには大きく負け越し、特に4～5月に集中した対東地区8節13戦はわずか2勝に留まり19勝41敗の東地区最下位・全体24クラブ中21位でシーズンを終えた。
観客動員数は、続くコロナ禍の中でもリーグが座席収容100%・声出し応援一部解禁からの全面解禁へと段階的に舵を切ったことやゼビオ24試合・カメイ6試合開催が奏功したこと、トップカテゴリーへの復帰も好材料となったことで増加・安定化し、このシーズンでクラブ史上初の単年で入場者数10万人突破(101,235人)を成し遂げた。
シーズン終了をもって2季主将としてチームを牽引したバーレルが滋賀へ、寒竹と加藤が福岡へ、田中が新潟へ、小寺が越谷へそれぞれ移籍した他、山形へレンタル移籍していた寺澤と選手・コーチと4季にわたり在籍した金城が退団した。

#### 2023-2024シーズン（B1 東地区）
シーズンスローガン：「Grind!」
藤田体制3季目。小林・岡田・澤邉・青木・渡辺・トーマス・ブース・片岡の8名が契約を継続し、特別指定の渡部とは本契約を締結。新加入として島根よりディフェンスに定評ある阿部諒、宇都宮より韓国の世代別代表に名を連ねてきたアジア枠のヤン・ジェミン、スペインリーグのレアル・ベティスより現役ウクライナ代表のヴォーディミル・ゲルンの3名を加え、開幕後にトーマス負傷による(後述)デボーン・ワシントン並びにエリック・マーフィーのそれぞれ有期契約とクラブ初の「ユース育成特別枠」(有期)にて仙台U18の阿部真冴橙を加えた最大14名の戦力で青木を主将に、オフコートキャプテンに前季から引き続いて渡辺を据えて「勝率5割」を目標に通算3季目のB1に挑んだ。
レギュラーシーズン開幕前恒例の東北カップで2度目の優勝を飾っての開幕を迎えたがA東京・大阪に連敗。第3節のアウェイ千葉J戦Game1で初勝利し、その後のホーム群馬戦・アウェイ信州戦・ホーム横浜戦Game1までB1参入初の4連勝を挙げた。しかし千葉J戦で澤邉が左足を(12月末に復帰)、群馬戦でトーマスが右太腿裏肉離れのケガをそれぞれ負いトーマスは前季に続いて11月7日～2月6日までインジュアリーリスト入りの長期離脱となった。先述のワシントンとマーフィーはそうした事情のもとでの緊急補強であった。また、岡田の戦線離脱(12月中旬より、症状・全治の発表は2月。復帰は4月下旬)や渡辺の3季連続のケガ(1月初旬に復帰)などもありなかなかロスターが揃わない状況下で古豪の渋谷や三河、昇格組の佐賀にカード連敗を喫す一方で前年王者・琉球にブザービーターで劇的勝利を挙げるなどエースとして台頭した阿部諒・来日2年目でショット確度が安定したブース・非凡なリバウンド能力を持つゲルンを中心に奮闘して勝ちを拾い、12勝16敗(.428)と前季同時期を上回る勝率でオールスターブレイクを迎えた。
後半戦は川崎にホームで連勝も直後に4連敗を喫する。しかし以降は3連敗以上の失速をすることなくトーマスの戦列復帰もあり全員が踏ん張り、小林や片岡の故障離脱がありながらも持ちこたえて3月下旬のアウェイ茨城戦の勝利をもって早々にB1残留を決めた。その後も豊富なタレントを擁する中地区首位の三遠や直近2季連続でCSに進出していた島根を破り、前季全敗を喫した北海道にも全勝するなど目標の勝率5割やホーム勝率5割にこそ届かなかったもののB1で揉まれる中で着実に力をつけていることを示し、27勝33敗(.450)の東地区8クラブ中6位・全体24クラブ中16位でシーズンを終えた。なお、ブースのスリーポイント成功率43.2%とゲルンの平均リバウンド数11.983本は共に個人タイトル2位となる健闘であった。
観客動員数はシーズン開始前のFIBAワールドカップにおいて男子日本代表が自力でのパリ五輪出場を決めたことや人気バスケットボール漫画のリバイバル映画"THE FIRST SLAM DUNK"ロングラン上映による全国的なバスケットボールフィーバーに乗り集客は好調で、収容人数はゼビオを上回るも座席等ホスピタリティの面で懸念のあるカメイ開催4戦でも5,000人前後の集客となったこともありクラブ史上初のホーム戦全30試合満員かつ入場者数12万人突破(131,194人。10万人超えは2季連続)を成し遂げ、"Bリーグプレミア"参入条件の一つである「1試合平均入場者数4,000人」をクリアした。
シーズン終了をもって、3季にわたり89ERSを率いてB1復帰と定着を遂げる原動力となった藤田HCが退任し大阪へ、選手はエースとして躍動した阿部が渋谷へ、60試合全てに出場しインサイドの要として奮闘したゲルンが大阪へ移籍とこのシーズン躍進の立役者2名が去った他、トーマスが退団、桶谷体制時から6季在籍した澤邉が熊本へ、岡田が滋賀へ、渡部が広島へ、小林が奈良へ、そしてこのシーズン練習生として選手と共に活動してきた猪狩渉が青森へそれぞれ移籍した。

#### 2024-2025シーズン（B1 東地区）
シーズンスローガン：「GRIND」
クラブ創設20周年の節目を迎えるシーズン。退任した藤田HCの後任として、桶谷体制時から6季にわたりACを務めてきた地元・仙台市出身の落合嘉郎がHCに昇格。選手は青木・渡辺・片岡・ヤン・ブースの5名が契約を継続し、新たに群馬から落合HCと白鷗大で師弟関係だった星野曹樹、京都から半澤凌太、大阪からかつてJBL2のTGI D-RISEで落合HCのもとプレーした経験を持つ多嶋朝飛、長崎からディクソンJrタリキ、熊本から石橋侑磨、信州からスタントン・キッド、スペインリーグのCBグラナダから現役ブラジル代表のクリスティアーノ・フェリシオの7名が加入。シーズン途中の11月半ばには長崎から地元・仙台市出身の荒谷裕秀が、12月半ばには特別指定選手としてその年の全日本大学バスケットボール選手権大会を制した日本大学メンバーの新沼康生が、2月にはユース育成特別枠選手として仙台U18の阿部真冴橙と丹野路和が加入し最大16名の戦力で、前季から引き続き青木を主将に据え通算4季目のB1に挑んだ。
レギュラーシーズン開幕前恒例の東北カップを連覇し、天皇杯こそ2次ラウンド最終戦で敗退したもののプレシーズンゲーム全体を通しては勝利を重ねて開幕を迎える。しかしシーズン前半戦は1Qで相手にイニシアティブを握られたまま巻き返せず敗れるか後半に攻撃が停滞し逆転負けを喫する試合が多く、連勝したのは水曜開催のアウェイ京都戦から越谷とのホーム2戦の3連勝とホーム長崎戦Game2・アウェイ川崎戦Game1の節またぎの2度だけで、2度の6連敗を含め大型の連敗が込み7勝23敗と大きく負け越して折り返す。
シーズン後半戦も1月の三遠戦Game2でリーグワーストの点差をつけられての敗北をはじめ上記負けパターンで屈する試合が続き、ついにはホーム滋賀戦Game2からのクラブのB1ワースト更新となる13連敗を喫したことで落合HCを事実上更迭し、ジャレティッチACを昇格させて打開を図った。しかし連敗は15まで延び、その後も負け癖のついたまま迷走と低空飛行のチーム状態が続いて7連敗と3連敗をも喫するなどわずか3勝を挙げたにとどまり、最後までケガによる2か月以上の長期離脱者は出なかったが1試合平均失点82と守備の破綻は改善が見られることなく東地区最下位・全体24クラブ中23位の11勝49敗(勝率.183)でクラブワースト成績に終わり、クラブ創設20周年の記念すべき節目のシーズンに自ら泥を塗る惨憺たる有り様であった。B.プレミアへの移行期間としてB2降格がないシーズンとはいえ降格相当の成績である。
そのような状況にあっても観客動員は前季比微減で踏みとどまってB.プレミアライセンス基準の「1試合平均入場者数4,000人」の年間12万人以上を維持した。(130,748人、10万人超えは3季連続)
シーズン終了をもってジャレティッチHC、星野、フェリシオ、キッド、石橋が退団、2季主将を務めチームを牽引した青木が大阪へ、ヤンが茨城へ、ディクソンが横浜EXへ、多嶋がさいたまへそれぞれ移籍。また、通算8年在籍した片岡がクラブアンバサダーに就任しつつモンゴルのプロバスケットボールリーグ"The League"へ挑戦する旨が発表された。

#### 2025-2026シーズン（B1 東地区）
シーズンスローガン：「GRIND」
　新たなヘッドコーチに2季にわたり三河でACを務めたダン・タシュニーを招聘。荒谷・渡辺・半澤・ブースの4名が契約を継続し特別指定の新沼とは本契約を締結。新加入として山形から岡島和真、渋谷から船生誠也、横浜BCから杉浦佑成、越谷から井上宗一郎、2019年のNBAドラフト1巡目全体6位指名を受けミネソタ・ティンバーウルブスなどで通算4季プレーしたジャレット・カルバー、セネガル代表経験を持つブーバカー・トゥーレ、アジア特別枠として現役レバノン代表のセルジオ・エル・ダーウィッチの7名を加えて12名の戦力で通算5季目、現行レギュレーション最後のB1に臨む。

### B.LEAGUE
その他の試合
- 東北カップ(T)/Bリーグアーリーカップ東北(E)

2016年(T)：準優勝
2017年(T)：4位
2018年(E)：優勝
2019年(E)：3位
2020年(T)：新型コロナウイルス感染症流行により中止
2021年(T)：3位
2022年(T)：1回戦敗退
2023年(T)：優勝
2024年(T)：優勝
- 全日本総合バスケットボール選手権大会(天皇杯)

第92回大会：2回戦より出場、ベスト8
第93回大会：2次ラウンドより出場・突破、3次ラウンド初戦の横浜BCに敗退
第94回大会：大会規定により不参加
第95回大会：大会規定により不参加
第96回大会：大会規定により不参加
第97回大会：3次ラウンドより出場。初戦の広島に敗退
第98回大会：3次ラウンドより出場。初戦の名古屋Dに敗退
第99回大会：2次ラウンドより出場。初戦の奈良に勝利、2戦目の三河に敗退
第100回大会：2次ラウンドより出場。初戦の神戸と2戦目の立川に勝利、3戦目の千葉Jに敗退
- 国際親善試合[106]

| 開催年月日   | 対戦相手                 | 会場               | 結果    |
| ------------ | ------------------------ | ------------------ | ------- |
| 2024年9月5日 | フォルモサ・ドリーマーズ | カメイアリーナ仙台 | ○ 90-68 |

#### 個人別タイトル
ブロックショット
2020-21シーズン(B2)　ダニエル・ミラー(1.4/試合)

### bjリーグ
| シーズン | レギュラーシーズン | レギュラーシーズン | レギュラーシーズン | レギュラーシーズン | レギュラーシーズン | レギュラーシーズン | レギュラーシーズン | レギュラーシーズン | プレイオフ 結果 | HC                                  | 備考                 |
| シーズン | 勝                 | 敗                 | 勝率               | ゲーム差           | 得点               | 失点               | 得失点差           | 順位               | プレイオフ 結果 | HC                                  | 備考                 |
| -------- | ------------------ | ------------------ | ------------------ | ------------------ | ------------------ | ------------------ | ------------------ | ------------------ | --------------- | ----------------------------------- | -------------------- |
| 2005-06  | 18                 | 22                 | .450               | 13.0               | 75.1               | 79.5               | - 4.4              | 4位                | 4位             | 浜口炎                              | bjリーグ初年度       |
| 2006-07  | 19                 | 21                 | .475               | 10.0(3.0)          | 83.0               | 84.1               | - 1.1              | 5位                | 出場権なし      | 浜口炎                              |                      |
| 2007-08  | 29                 | 15                 | .659               | -                  | 88.0               | 84.8               | + 3.2              | 東1位              | 3位             | 浜口炎                              | カンファレンス制導入 |
| 2008-09  | 31                 | 21                 | .596               | 05.0               | 84.2               | 83.0               | + 1.2              | 東3位              | 1R敗退          | 浜口炎                              |                      |
| 2009-10  | 35                 | 17                 | .673               | 06.0               | 80.1               | 73.8               | + 6.3              | 東2位              | 1R敗退          | 浜口炎                              |                      |
| 2010-11  | 24                 | 12                 | .667               |                    | 81.9               | 77.0               | + 4.9              | -                  | -               | 浜口炎                              | 活動休止時点の成績   |
| 2011-12  | 25                 | 27                 | .481               | 12.0               | 74.5               | 73.6               | + 0.9              | 東6位              | 1R敗退          | ロバート・ピアス                    |                      |
| 2012-13  | 20                 | 32                 | .385               | 16.0(6.0)          | 77.0               | 80.5               | - 3.5              | 東7位              | 出場権なし      | ロバート・ピアス → 間橋健生（代行） |                      |
| 2013-14  | 24                 | 28                 | .462               | 18.0(3.0)          | 82.5               | 81.9               | + 0.6              | 東8位              | 出場権なし      | 河内修斗                            |                      |
| 2014-15  | 37                 | 15                 | .712               | 4.00               | 86.1               | 77.2               | + 8.9              | 東3位              | 1R敗退          | 河内修斗                            | PO進出枠拡大(6→8)    |
| 2015-16  | 37                 | 15                 | .712               | 2.0                | 86.3               | 79.8               | +6.5               | 東2位              | SF敗退          | 河内修斗                            |                      |

ゲーム差は()外は1位、()内はプレイオフ圏との差をそれぞれ表している。
その他の試合
- 東北カップ
  - 2012-13シーズン：3位
  - 2013-14シーズン：3位
  - 2014-15シーズン：準優勝
  - 2015-16シーズン：4位

- 国際親善試合

| 開催年月日   | 対戦相手                       | 会場               | 結果      |
| ------------ | ------------------------------ | ------------------ | --------- |
| 2013年9月8日 | エッティンガー・ロケッツ・ゴタ | ゼビオアリーナ仙台 | ○ 81 - 73 |

#### 個人別タイトル
シーズンMVP
- bjリーグ2014-15 ケジュアン・ジョンソン
- bjリーグ2015-16 ウェンデル・ホワイト

ベスト5
- bjリーグ2005-06
  - F マイケル・ジャクソン
- bjリーグ2007-08
  - C パトリック・ワーティー
- bjリーグ2008-09
  - F ボビー・セントプルー
- bjリーグ2014-15
  - G ケジュアン・ジョンソン
- bjリーグ2015-16
  - F ウェンデル・ホワイト

得点王
- bjリーグ2014-15 ケジュアン・ジョンソン

アシスト
- bjリーグ2012-13 志村雄彦

リバウンド
- bjリーグ2008-09 クリス・ホルム

スティール
- bjリーグ2014-15 ケジュアン・ジョンソン

フリースロー成功率
- bjリーグ2009-10 高橋憲一

#### その他受賞
ベストブースター賞
- bjリーグ2007-08
- bjリーグ2014-15

## 選手とスタッフ

### チームスタッフ
クラブリリース()に基づく。
- 代表取締役社長 :志村雄彦
- 代表取締役会長 :設樂英孝(霞ヶ関キャピタルより出向)
- 取締役 :河本幸士郎(霞ヶ関キャピタルより出向)、菅原裕典、松野雅樹、渡部洋平、(以上スポンサー企業のトップ)、森井誠之(前会長)、李洪雷、成田健太郎
- 監査役 :廣瀬一成(霞ヶ関キャピタルより出向)
- ヘッドコーチ : ダン・タシュニー
- アシスタントコーチ : ジェフリー・トルパニエ、町田洋介、又吉佑
- アスレティックトレーナー : 吉野孝昭
- メディカルトレーナー : 村木蘭
- サポートトレーナー :  岩瀬小夏(ユースチーム専属トレーナー兼任)
- ストレングス・コンディショニングコーチ : 久保孝史
- チームマネージャー : 櫻田ののか
- ビデオコーディネーター : 榊原啓斗、森本悠仁
- 通訳 :  小野悠真
- 通訳兼マネージャー : 山崎幹太
- クラブアンバサダー : 片岡大晴
- U-18コーチ : 佐藤濯
- U-15コーチ : 加藤真
- 練習生 :

## メディア
レギュラー番組
- Go!Go!89ERS　(khb東日本放送、毎週火曜23:10～23:15。下記過去番組とほぼ同名だが関連はない)[113]

　ほか、ミヤギテレビ「OH!バンデス」で毎週水曜日の不定期１コーナーとして89ERSの選手・ベンチスタッフがミヤギテレビのリポーターと共に仙台市内を中心とした宮城県内各地を訪れたりミニゲーム対戦に興じたりする企画「仙台八十九箇所巡り」が放映されており、後日OH!バンデスの公式YouTubeチャンネルで見逃し視聴も可能。
　また、仙台放送「スポルたん!NEO」・ミヤギテレビ「ミヤテレスタジアム」・tbc東北放送「ヒーローインタビュー」に選手・HCがシーズン終了直後や開始直前にゲスト出演する他、NHK仙台含む在仙5局が主にホーム戦のダイジェストを月曜または火曜の夕方のニュースにて取り上げており、J:COM 仙台「杜モリ☆スポーツ!」でも稀に取り上げられることがある。
　かつてはtbc「サタデーウォッチン!」内の「スポッち!」(2018年4月～2023年3月)でも稀に取り上げられた他、khb「もえスポ」(2018年4月～2022年3月)では社長の志村が番組顧問に就任、当時在籍していた泉・菅澤・白戸・片岡などの選手を交えたさまざま企画などが放映され他4局より比較的多く取り上げられた。
過去のレギュラー番組
- 「bj SUPER RADIO～We Love Basketball」（Date fm、毎週金曜21:30～21:55）
- 「GO！GO！仙台89ERS」（J:COM 仙台キャベツ、2017年2月15日～2020年。毎月15日に内容更新で毎日時間を変えて放送していた。2023年にkhbにて開始した番組とほぼ同名だが関連はない）

過去のレギュラーコーナー
- 「TBC Sports Paradise」内の「Watch Out! 89ERS!」（TBCラジオ、毎週金曜21:00～22:00内、2005年～2008年9月まで）
- 「スキダッちゃ!!」内の「キャベスポ　仙台89ERS～笑顔に会いたい～」（ケーブルテレビ・キャベツ、隔週木曜11:00～11:30内）

過去のゲスト出演
- 「英語でしゃべらナイト」の公開収録「英語でしゃべらナイト in 仙台!」（NHK総合、2008年2月4日）に外国人3選手（ダウィッツ、セントプルー、ワーティー）が出演。